# سوتسه
سوتسه (به مجاری:  Szőce) یک شهرداری در مجارستان است که در ناحیه کورمند واقع شده‌است. سوتسه ۱۸٫۷۱ کیلومتر مربع مساحت دارد.